# Jeroen Rijsdijk
Jeroen Rijsdijk (Rotterdam, 24 maggio 1977) è un allenatore di calcio, dirigente sportivo ed ex calciatore olandese, tecnico dell'Almere City.

## Palmarès

### Competizioni nazionali
- Derde Divisie: 1

Excelsior Maassluis: 2015-2016